# Franco Baresi
Pour les articles homonymes, voir Baresi.
Franceschino « Franco » Baresi est un footballeur international italien né le 8 mai 1960 à Travagliato. Il évoluait au poste de défenseur central. Son frère Giuseppe est également footballeur professionnel.
Il a effectué toute sa longue carrière au sein du Milan AC, équipe avec laquelle il a remporté les plus grands trophées du football professionnels dont 3 Coupes des clubs champions européens en 1989, 1990 et 1994 et 6 titres de Champion d'Italie. International italien, il a remporté la Coupe du monde 1982 (sans la jouer) et fut finaliste de celle de 1994. Capitaine en club et en équipe d’Italie (où il était surnommé « Il Capitano »), il fut l'une des grandes légendes du football italien et l'un des joueurs emblématiques des grands succès du Milan AC à la fin des années 1980. Il était aussi un bon tireur de pénalties. Il est considéré, avec Paolo Maldini, Franz Beckenbauer et Bobby Moore comme l'un des meilleurs défenseurs centraux de l'histoire du football.
Il intègre à la fin de sa carrière sportive le secteur marketing du Milan AC. Il a entre autres entraîné la Primavera pendant deux ans, de 2006 à 2008.

## Biographie

### Carrière en club
Franco Baresi ne portera que deux maillots au cours de sa carrière : le rouge et noir du Milan et l'azzurro de la Nazionale. À son arrivée au Milan à 14 ans, personne n'avait prévu que ce jeune footballeur, jugé au premier abord trop maigre, trop petit, trop frêle, deviendrait l'un des joueurs les plus adulés de Milan, élégant et sûr de lui sur le terrain, taciturne et sombre en dehors. Un classement, publié par la revue World Soccer en fait le 19e plus grand joueur du XXe siècle. Avec son club, il aura gagné beaucoup, souffert et connu la défaite aussi.

#### Les débuts
C'est en 1974, à l'âge de 14 ans, qu'il arrive au club milanais, ayant été refusé par l'Atalanta puis l'Inter (qui lui a préféré son frère aîné, Giuseppe), considéré comme inadéquat au haut niveau, inadapté physiquement. Il est cependant accepté au Milan donc, lors de son troisième bout d'essai. Le 23 avril 1978, Liedholm, alors entraîneur, décide de le lancer contre le Hellas Vérone. Franco Baresi fait des débuts remarqués puisqu'il obtient un 7 de la part de La Gazzetta dello Sport. L'année suivante, lors du championnat 1978-1979, il est installé comme titulaire, à seulement 18 ans, dans un club aussi prestigieux que le Milan et à un poste aussi délicat qu'important, celui de libéro. Liedholm, son mentor, lui enseigne toutes les subtilités de la défense de zone et n'hésite pas à sacrifier un joueur tel que Ramon Turone pour faire entrer son protégé dans l'équipe type.

#### Les années noires
Pour sa première année en tant que titulaire, Baresi remporte le scudetto. Il comble les lacunes physiques qu'on lui reprochait plus jeune par une vision du jeu impeccable, un placement irréprochable et un talent naturel à diriger sa défense. Capable de s'adapter à n'importe quel style de jeu, il devient capitaine à 22 ans. Mais plus qu'un simple joueur de foot, il apparaît pour les supporters du Milan AC comme un bandiera (porte-drapeau, figure emblématique d'un club, en Italie), attaché au club et en partageant ses valeurs. Ainsi, lorsque le Milan est rétrogradé en Serie B en 1980 (affaire Totonero, des paris faussés), puis deux ans plus tard (pour des raisons cette fois-ci sportives), Franco reste fidèle à son poste de Capitano et malgré de nombreuses offres alléchantes de divers clubs, il choisit de rester quand beaucoup d'autres joueurs font leurs valises. Cette fidélité se verra récompensée par de (très) nombreux titres plus tard et une affection unique - et inégalée - des supporters rossoneri.

#### La consécration
En 1986, Silvio Berlusconi rachète le Milan AC et investit plus de 100 milliards de lires dans le club, afin que celui-ci retrouve de son lustre d'antan. L'investissement se concrétise par les arrivées d'Arrigo Sacchi, un entraîneur dont le nom sera irrémédiablement attaché au renouveau du club, puis de joueurs comme les néerlandais Ruud Gullit, Marco van Basten et Frank Rijkaard en 1987 et 1988. Rapidement, le Milan AC se hisse dans la hiérarchie du football national remportant un titre de champion d'Italie en 1988, puis au sommet du football européen, en remportant 2 Coupes des clubs champions européens en 1989 et 1990. Si les succès du club sont dus en grande partie à l'efficacité du trio néerlandais, Franco Baresi reste néanmoins comme le leader indiscuté de l'équipe et l'un des grands piliers du jeu du Milan AC, par son rôle de capitaine et son influence sur le jeu défensif. Avec le jeune Paolo Maldini à gauche, Mauro Tassotti à droite, Baresi et Alessandro Costacurta au centre, la défense du Milan AC est considérée comme l'une des meilleures en Europe de tous les temps.
La défaite du Milan AC en quart de finale de la Coupe des clubs champions européens contre l'Olympique de Marseille en 1991 marque la fin de la période Arrigo Sacchi remplacé par Fabio Capello. Sous la houlette de ce nouvel entraîneur, le Milan AC renoue avec les titres : championnat d'Italie 1992, 1993, 1994 et 1996 ainsi qu'un nouveau titre en Coupe des clubs champions européens en 1994. Sur le terrain, de nombreux joueurs ont quitté le club (Gullit, van Basten, Rijkaard) d'autres sont arrivés (Marcel Desailly, Zvonimir Boban, Dejan Savicevic), seuls Franco Baresi et quelques joueurs comme Maldini, Tassotti et Costacurta restent fidèles au poste.

#### La fin d'une immense carrière
Franco Baresi met un terme à sa carrière en 1997 après 20 ans de haut niveau. Le club décide, honneur suprême, que son numéro 6 ne sera plus attribué. Cette marque de reconnaissance est extrêmement rare (Costacurta par exemple n'y aura pas droit parce qu'il a porté 2 numéros au cours de sa carrière, le 5 et le 19). Paolo Maldini endosse le brassard de capitaine et saura se montrer digne de son prédécesseur. Le club milanais organise également un tournoi nommé « 6 Per Sempre » (« 6 pour toujours »), qui donne lieu à des festivités à San Siro, de nombreuses étoiles du football sont conviées. Tout au long des années suivantes, une grande bannière à son effigie fera et fait encore aujourd'hui apparition régulière dans les tribunes.

### Carrière en équipe nationale
Franco Baresi a disputé 81 rencontres avec la sélection azzurra. Il a remporté la coupe du monde en 1982, mais sans disputer une seule minute du tournoi, le poste de libero étant l’apanage de Gaetano Scirea ; le sélectionneur de l'époque, Enzo Bearzot essayera ensuite de convaincre Franco Baresi de jouer milieu défensif pour l'équipe d'Italie, mais sans succès, ce qui vaudra à ce dernier de ne pas être convoqué lors de la coupe du monde 1986. Les beaux jours reviennent lorsque Azeglio Vicini devient sélectionneur national. Il fait de Baresi l'un des piliers inamovibles et capitaine de cette équipe, en tant que libero. Cela lui permet de disputer l'Euro 88 et la Coupe du monde 90.
Après avoir côtoyé Arrigo Sacchi en club, il le retrouve en équipe d'Italie pour la Coupe du monde de football de 1994, où l'équipe d'Italie se hisse en finale contre le Brésil. Blessé au ménisque pendant le tournoi, il est absent pendant quatre matchs et revient pour la finale après s'être fait opérer. Il joue un match magnifique, d'une grinta exceptionnelle. La Gazzetta lui attribue un 9. Néanmoins, le succès n'est pas au rendez-vous, Baresi rate le premier penalty lors de la séance des tirs au but, imité plus tard par Daniele Massaro et Roberto Baggio. L'Italie termine deuxième du Mondial 94.
Il est actuellement le 8e joueur le plus capé en Italie, et a marqué 1 but (un but sur pénalty le 20 février 1988 lors d'un match amical de préparation à l'Euro 1988 face à l'Union Soviétique)

## Statistiques

### Générales par saison
| Saison                | Club                  | Championnat           | Championnat | Championnat | Coupe(s) nationale(s) | Coupe(s) nationale(s) | Supercoupe | Supercoupe | Compétition(s) continentale(s) | Compétition(s) continentale(s) | Compétition(s) continentale(s) | Supercoupe UEFA | Supercoupe UEFA | Supercoupe intercontinentale | Supercoupe intercontinentale | Coupe Mitropa/Torneo Estivo | Coupe Mitropa/Torneo Estivo | Total | Total |
| Saison                | Club                  | Division              | M.          | B.          | M.                    | B.                    | M.         | B.         | Comp.                          | M.                             | B.                             | M.              | B.              | M.                           | B.                           | M.                          | B.                          | M.    | B.    |
| 1977-1978             | AC Milan              | Série A               | 1           | 0           | 2                     | 0                     | -          | -          | -                              | -                              | -                              | -               | -               | -                            | -                            | -                           | -                           | 3     | 0     |
| 1978-1979             | AC Milan              | Série A               | 30          | 0           | 4                     | 0                     | -          | -          | C2                             | 6                              | 0                              | -               | -               | -                            | -                            | -                           | -                           | 40    | 0     |
| 1979-1980             | AC Milan              | Série A               | 28          | 0           | 6                     | 0                     | -          | -          | C1                             | 1                              | 0                              | -               | -               | -                            | -                            | -                           | -                           | 35    | 0     |
| 1980-1981             | AC Milan              | Série B               | 31          | 0           | 4                     | 1                     | -          | -          | -                              | -                              | -                              | -               | -               | -                            | -                            | -                           | -                           | 35    | 1     |
| 1981-1982             | AC Milan              | Série A               | 18          | 2           | 4                     | 0                     | -          | -          | -                              | -                              | -                              | -               | -               | -                            | -                            | 3                           | 2                           | 25    | 4     |
| 1982-1983             | AC Milan              | Série B               | 30          | 4           | 9                     | 2                     | -          | -          | -                              | -                              | -                              | -               | -               | -                            | -                            | -                           | -                           | 39    | 6     |
| 1983-1984             | AC Milan              | Série A               | 21          | 3           | 9                     | 2                     | -          | -          | -                              | -                              | -                              | -               | -               | -                            | -                            | -                           | -                           | 30    | 5     |
| 1984-1985             | AC Milan              | Série A               | 26          | 0           | 10                    | 0                     | -          | -          | -                              | -                              | -                              | -               | -               | -                            | -                            | -                           | -                           | 36    | 0     |
| 1985-1986             | AC Milan              | Série A               | 20          | 0           | 4                     | 0                     | -          | -          | C2                             | 3                              | 0                              | -               | -               | -                            | -                            | 3                           | 0                           | 30    | 0     |
| 1986-1987             | AC Milan              | Série A               | 28+1        | 2+0         | 6                     | 3                     | -          | -          | -                              | -                              | -                              | -               | -               | -                            | -                            | -                           | -                           | 35    | 5     |
| 1987-1988             | AC Milan              | Série A               | 27          | 1           | 6                     | 0                     | -          | -          | C2                             | 3                              | 0                              | -               | -               | -                            | -                            | 3                           | 0                           | 39    | 1     |
| 1988-1989             | AC Milan              | Série A               | 33          | 2           | 8                     | 2                     | 1          | 0          | C1                             | 8                              | 0                              | -               | -               | -                            | -                            | -                           | -                           | 50    | 4     |
| 1989-1990             | AC Milan              | Série A               | 30          | 1           | 7                     | 4                     | -          | -          | C1                             | 8                              | 0                              | -               | -               | 1                            | 0                            | -                           | -                           | 46    | 5     |
| 1990-1991             | AC Milan              | Série A               | 31          | 0           | 1                     | 0                     | 1          | 0          | C1                             | 3                              | 0                              | 2               | 0               | 1                            | 0                            | -                           | -                           | 39    | 0     |
| 1991-1992             | AC Milan              | Série A               | 33          | 0           | 6                     | 1                     | -          | -          | -                              | -                              | -                              | -               | -               | -                            | -                            | -                           | -                           | 39    | 1     |
| 1992-1993             | AC Milan              | Série A               | 29          | 0           | 7                     | 0                     | 1          | 0          | C1                             | 8                              | 0                              | -               | -               | -                            | -                            | -                           | -                           | 45    | 0     |
| 1993-1994             | AC Milan              | Série A               | 31          | 0           | -                     | -                     | 1          | 0          | C1                             | 9                              | 0                              | 2               | 0               | 1                            | 0                            | -                           | -                           | 44    | 0     |
| 1994-1995             | AC Milan              | Série A               | 28          | 0           | -                     | -                     | 1          | 0          | C1                             | 11                             | 0                              | 2               | 0               | 1                            | 0                            | -                           | -                           | 43    | 0     |
| 1995-1996             | AC Milan              | Série A               | 30          | 1           | 3                     | 0                     | -          | -          | C2                             | 7                              | 0                              | -               | -               | -                            | -                            | -                           | -                           | 40    | 1     |
| 1996-1997             | AC Milan              | Série A               | 26          | 0           | 1                     | 0                     | 1          | 0          | C1                             | 2                              | 0                              | -               | -               | -                            | -                            | -                           | -                           | 30    | 0     |
| Total sur la carrière | Total sur la carrière | Total sur la carrière | 531+1       | 16          | 97                    | 15                    | 5          | 0          | -                              | 69                             | 0                              | 6               | 0               | 4                            | 0                            | 6                           | 2                           | 719   | 33    |

## Palmarès

### En club
- avec l'AC Milan :
  - Vainqueur de la Ligue des Champions (3) : 1989, 1990 et 1994
  - Vainqueur de la Coupe Intercontinentale (2) : 1989 et 1990
  - Vainqueur de la Supercoupe d'Europe (3) : 1989, 1990 et 1994
  - Champion d'Italie (6) : 1979, 1988, 1992, 1993, 1994 et 1996
  - Vainqueur de la Supercoupe d'Italie (4) : 1988, 1992, 1993 et 1994
  - Champion de Serie B en 1981 et en 1983
  - Vainqueur de la Coupe Mitropa en 1982
  - Finaliste de la Coupe Intercontinentale en 1993
  - Finaliste de la Ligue des Champions en 1993 et en 1995
  - Finaliste de la Supercoupe d'Europe en 1993
  - Finaliste de la Coupe d'Italie en 1985 et en 1990

### En équipe d'Italie
- 81 sélections et 1 but entre 1980 et 1994
- Vainqueur de la Coupe du Monde en 1982
- 3e de la Coupe du Monde en 1990
- Finaliste de la Coupe du Monde en 1994
- 4e du Championnat d'Europe des Nations en 1980
- 3e du Championnat d'Europe des Nations en 1988

## Distinctions personnelles et records
- Élu 2e au Ballon d'or 1989
- Élu meilleur footballeur de Serie A en 1990
- Meilleur buteur de la Coupe d'Italie en 1990 (4 buts)
- Nommé dans l'équipe-type de la Coupe du Monde en 1990
- Nommé au FIFA 100 en 2004
- Introduit à l'Italian football Hall of Fame en 2013
- Reçoit le Prix « Gaetano Scirea » en 1994 pour sa carrière exemplaire
- Élu parmi les « légendes » par Golden Foot en 2012[2]
- Officier de l'Ordre du Mérite de la République Italienne en 1991

## Publications

### Ouvrages
- (it) Franco Baresi (trad. de l'italien par Samuel Sfez), Libre de rêver [« Libero di sognare »], Paris, Slatkine & Compagnie, 20 octobre 2022, 120 p. (ISBN 978-2-88944-220-1)